# San Marzano di San Giuseppe
Pour les articles homonymes, voir Marzano (homonymie) et San Giuseppe.
San Marzano di San Giuseppe est une commune italienne d'environ 8 900 habitants (2022) située dans la province de Tarente, dans la région des Pouilles.

## Géographie
San Marzano est une cité essentiellement agricole située en bordure d'un plateau entre Sava et Fragagnano. Elle touche la province de Brindisi, en étant limitrophe de la commune de Francavilla Fontana.

## Administration
| Période                                  | Période  | Identité           | Étiquette          | Qualité |
| ---------------------------------------- | -------- | ------------------ | ------------------ | ------- |
| 2006                                     | 2008     | Giuseppe Tarantino | Casa delle Libertà |         |
| 2008                                     | En cours | Giuseppe Borsci    | SE (ancien AN)     | Gérant  |
| Les données manquantes sont à compléter. |          |                    |                    |         |

### Communes limitrophes
Fragagnano, Francavilla Fontana, Grottaglie, Sava, Tarente.

## Informations complémentaires
- San Marzano di San Giuseppe fait partie de l' « Association nationale des cités du vin » (Associazione Nazionale Città del Vino).
- PALMENTI - Primitivo Di Manduria est un vin rouge exceptionnel de San Marzano.